# BRP Bagacay
Le BRP Bagacay (MRRV-4410) est le neuvième patrouilleur de classe Parola de la Garde côtière philippine.

## Conception
La Garde côtière philippine a précisé que le navire est un navire de maintien de l’ordre et qu’il est conçu pour mener des missions environnementales et humanitaires, ainsi que des opérations de sécurité maritime et des missions de patrouille maritime.
Le navire a été conçu avec une passerelle de navigation pare-balles et est équipé de détecteurs d’incendie, d’une capacité de vision nocturne, d’un bateau annexe et d’une capacité de radiogoniométrie.
Le navire est équipé d’équipements de communication et de surveillance radio de Rohde & Schwarz, en particulier des radios de communication logicielle M3SR des séries 4400 et 4100, et de l’équipement de surveillance radio DDF205. Ces équipements améliorent les capacités de reconnaissance, de poursuite et de communication du navire.

## Historique
Après avoir terminé ses essais en mer à Yokohama, au Japon, le BRP Bagacay est arrivé au quartier général de la Garde côtière philippine le 31 mai 2018.
Le 23 août 2018, le BRP Bagacay et le BRP Cape Engaño (MRRV-4411) ont été mis en service dans la Garde côtière philippine.
En septembre 2018, le BRP Bagacay a été déployé dans le district sud-ouest de Mindanao et basé à Zamboanga, où il a rejoint deux autres navires de sa classe déjà déployés là-bas, le BRP Malabrigo (MRRV-4402) et le BRP Cape San Agustin (MRRV-4408).
En novembre 2018, le navire a été transféré à Banguingui, province de Sulu (initialement nommé Tongkil) pour renforcer les forces de sécurité dans cette zone.
En juillet 2021, le BRP Bagacay a intercepté le bateau à moteur Dynasty qui transportait 70 cartons de cigarettes de contrebande au large de la ville de Zamboanga.
Au début du mois d’août 2021, le navire a effectué l’évacuation sanitaire (MEDEVAC) d’un vétérinaire australien depuis le navire transporteur de bétail MV Maysora au large de la ville de Zamboanga. Le vétérinaire a subi une fracture osseuse lorsqu’il est tombé d’un enclos à bétail alors qu’il travaillait.
Fin août 2021, le BRP Bagacay a secouru un ressortissant français dont le yacht Ouma était à la dérive après avoir subi des problèmes de moteur au large du récif de Tubbataha, dans la mer de Sulu.
Le 30 avril 2024, le BRP Bagacay avait pour mission de fournir de la nourriture et de l’eau aux pêcheurs philippins qui gagnaient leur vie sur le récif de Scarborough, dans la zone économique exclusive des Philippines en mer de Chine méridionale, lorsqu’il a été harcelé et bombardé par des canons à eau par des navires de la Garde côtière chinoise, endommageant sa verrière et ses garde-corps en acier,.
Le 18 août 2024, le navire a été endommagé lors d’un incident maritime impliquant la marine de la RPC près du banc Sabina dans la mer de Chine méridionale, connu aux Philippines sous le nom de récif d’Escoda.